# 나가르주나콘다

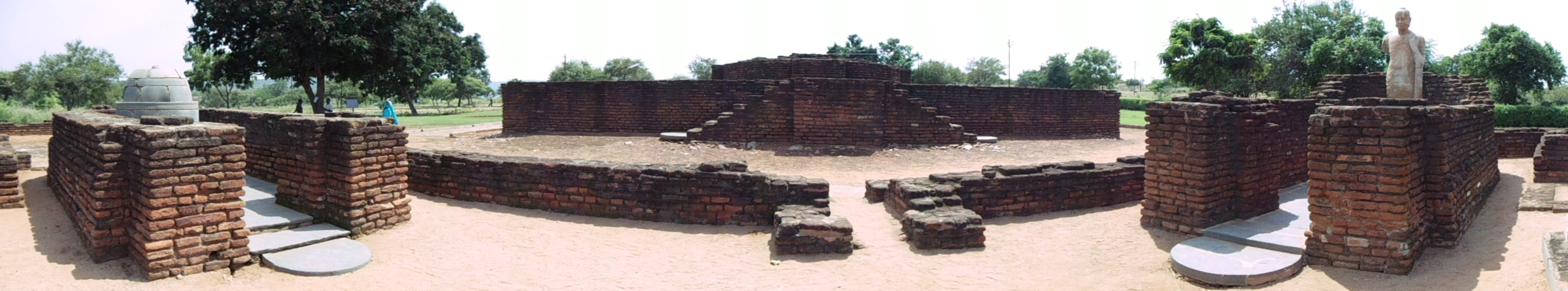

나가르주나콘다(Nagarjunakonda)는 텔루구어로 나가르주나 언덕(నాగార్జునకొండ · Nagarjuna Hill)을 뜻하는데, 역사적으로 존재했던 불교 도시이다. 지금은 인도 남부의 안드라프라데시 주 군투르 지역(Guntur district)의 나가르주나 사가르(Nagarjuna Sagar) 근처에 있는 섬이다.
나가르주나콘다는 안드라프라데시 주의 주도인 하이데라바드에서 남동쪽으로 150 km 남쪽에 위치한다. 나가르주나콘다는 1960년대에 나가르주나사가르 댐(Nagarjuna Sagar Dam)이 건설되면서 주변 지역이 물에 잠기면서 형성된 섬이다. 나가르주나콘다는 현재 인도에서 가장 풍부한 불교 유적이 남아 있는 유적지 중 하나로, 고대에는 스리파르바타(Sri Parvata)라고 불리었다. 지금은 거의 전체가 나가르주나사가르 댐 아래에 잠겨 있다.
나가르주나콘다는 2세기의 남인도 출신의 주요한 대승불교 승려였던 용수(나가르주나)의 이름을 따서 붙여진 도시 이름이다. 용수는 이 지역의 불교 활동에 큰 영향을 미친 것으로 믿어지고 있다. 이 지역은 한때 수많은 불교 대학과 사원이 있었던 곳으로 중국 · 간다라 · 벵골 · 스리랑카 등지에서 불교도들이 유학을 왔던 곳이다. 이 지역의 불교 유적지들은 물에 잠겼는데, 후에 발굴되어 높은 곳(지금의 나가르주나콘다 섬)으로 옮겨졌다.